# Santa María de los Llanos (ort)
Santa María de los Llanos är en ort i Spanien.   Den ligger i provinsen Provincia de Cuenca och regionen Kastilien-La Mancha, i den centrala delen av landet, 130 km sydost om huvudstaden Madrid. Santa María de los Llanos ligger 692 meter över havet och antalet invånare är 780.
Terrängen runt Santa María de los Llanos är platt. Runt Santa María de los Llanos är det ganska glesbefolkat, med 30 invånare per kvadratkilometer. Närmaste större samhälle är Mota del Cuervo, 2,1 km norr om Santa María de los Llanos. Trakten runt Santa María de los Llanos består till största delen av jordbruksmark.